# Miłość i śmierć (miniserial)
Miłość i śmierć (ang. Love & Death) to amerykański miniserial wyreżyserowany przez Lesli Linkę Glatter i Clarka Johnsona oraz napisany przez Davida E. Kelley’ego. Swoją premierę miał 27 kwietnia na platformie HBO Max. Główne role zagrali: Elizabeth Olsen, Jesse Plemons, Lily Rabe, Patrick Fugit, Krysten Ritter, Tom Pelphrey, Elizabeth Marvel i Keir Gilchrist.
Serial otrzymał głównie pozytywne recenzje, został pochwalony za swoje nietuzinkowe kreacje aktorskie. 1 czerwca 2023 roku Max ogłosił, że Miłość i śmierć stał się ich najczęściej oglądanym oryginalnym miniserialem na całym świecie.

## Fabuła
Serial skupia się na prawdziwej historii Candy Montgomery, która pod koniec lat 70. prowadziła stereotypowy styl życia gospodyni domowej. Jej romans z sąsiadem doprowadził do morderstwa.
Bazuje na książce Evidence of Love: A True Story of Passion and Death in the Suburbs (polski tytuł Bardzo spokojna okolica. Zbrodnia w Teksasie) oraz serii artykułów publikowanych w Texas Monthly (Love & Death in Silicon Prairie, Part I & II).

## Obsada

### Główna
- Elizabeth Olsen jako Candy Montgomery[4]
- Jesse Plemons jako Allan Gore
- Lily Rabe jako Betty Gore[5]
- Patrick Fugit jako Pat Montgomery[6]
- Krysten Ritter jako Sherry Cleckler[7]
- Tom Pelphrey jako Don Crowder
- Elizabeth Marvel jako Jackie Ponder
- Keir Gilchrist jako Ron Adams[8]

### Drugoplanowa
- Amelie Dallimore jako Jenny Montgomery
- Liam Pileggi jako Ian Montgomery
- Harper Heath jako Alisa Gore
- Olivia Applegate jako Carol Crowder[9]
- Jennifer Neala Page jako Betty Huffhines
- Kira Pozehl jako Elaine Williams
- Bonnie Gayle Sparks jako Jo Ann Garlington
- Aaron Jay Rome jako Richard Garlington
- Sara Burke jako Barbara Green
- Richard C. Jones jako Tom Cleckler
- Matthew Posey jako Bob Pomeroy

### Gościnna
- Beth Broderick jako Bertha Pomeroy
- Fabiola Andújar jako Mary Adams
- Brian d’Arcy James jako doktor Fred Fason[9]
- Mackenzie Astin jako Tom O’Connell[9]
- Adam Cropper jako Robert Udashen[9]
- Bruce McGill jako sędzia Tom Ryan[9]
- Drew Waters jako Jerry McMahan
- Sunday Dangerstone jako Tina Grant
- Charlie Talbert jako Lester Gayler
- Robert Walden jako doktor Irving Stone
- Brad Leland jako szeryf Royce Abbott
- Boo Arnold jako GW Burks
- Dave Maldonado jako detektyw Jim Cochran
- Chris Freihofer jako agent Joe Murphy
- Christin Sawyer Davis jako Elaine Carpenter
- Deke Anderson jako doktor Vincent DiMaio

## Emisja
Serial miał swoją premierę w HBO Max 27 kwietnia 2023 r., przy czym pierwsze trzy odcinki były dostępne od razu, a pozostałe debiutowały co tydzień do 25 maja.

## Lista odcinków
| Nr | Tytuł          | Polski tytuł | Reżyseria           | Scenariusz      | Premiera (Max)   | Premiera w Polsce (HBO Max) |
| --- | -------------- | ------------ | ------------------- | --------------- | ---------------- | --------------------------- |
| 1 | The Huntress   | Łowczyni     | Lesli Linka Glatter | David E. Kelley | 27 kwietnia 2023 | 27 kwietnia 2023            |
| Po zaskakująco pełnym napięcia meczu siatkówki, Candy proponuje Allanowi romans. Chociaż ten początkowo odmawia, para wkrótce zaczyna opracowywać strategię swojego tajnego układu.                                                            |                |              |                     |                 |                  |                             |
| 2 | Encounters     | Spotkania    | Lesli Linka Glatter | David E. Kelley | 27 kwietnia 2023 | 27 kwietnia 2023            |
| Romans Candy i Allana rozwija się, a kobieta zaczyna się bać, że mogą złamać podstawową zasadę swojej relacji, czyli „żadnych uczuć”. Candy złości się na wieść o tym, że Allan i Betty zapisali się na chrześcijańskie rekolekcje małżeńskie. |                |              |                     |                 |                  |                             |
| 3 | Stepping Stone | Podpora      | Lesli Linka Glatter | David E. Kelley | 27 kwietnia 2023 | 27 kwietnia 2023            |
| Poczucie normalności powraca po tym, jak Candy zmuszona jest przeanalizować własne małżeństwo. Pat wkrótce dokonuje odkrycia, które prowadzi go do szukania odpowiedzi u Sherry – przyjaciółki żony.                                           |                |              |                     |                 |                  |                             |
| 4 | Do No Evil     | Nie czyń zła | Lesli Linka Glatter | David E. Kelley | 4 maja 2023      | 4 maja 2023                 |
| Candy próbuje normalnie funkcjonować, podczas gdy Allan jest coraz bardziej zaniepokojony, gdy jego próby kontaktu z Betty pozostają bez odpowiedzi.                                                                                           |                |              |                     |                 |                  |                             |
| 5 | The Arrest     | Aresztowanie | Clark Johnson       | David E. Kelley | 11 maja 2023     | 11 maja 2023                |
| Detektywi zintensyfikują przesłuchania, a Candy zatrudnia Dona Crowdera jako swojego adwokata. Allan przyznaje się do romansu krewnym Betty, a Pat jest sfrustrowany faktem, że był trzymany w niewiedzy na temat sprawy.                      |                |              |                     |                 |                  |                             |
| 6 | The Big Top    | Widowisko    | Clark Johnson       | David E. Kelley | 18 maja 2023     | 18 maja 2023                |
| Rok 1980. Kiedy rozpoczyna się proces, zeznania Allana na temat stanu umysłu Betty irytują jej ojca. Wściekły pastor składa wizytę Candy. |                |              |                     |                 |                  |                             |
| 7 | Ssssshh        | Ćśśś         | Lesli Linka Glatter | David E. Kelley | 25 maja 2023     | 25 maja 2023                |
| Pomimo obaw Dona o jasność umysłu Candy, kobieta zeznaje, że bała się o swoje życie. W oczekiwaniu na werdykt, Pat mówi Candy, że ich życie już nigdy nie będzie takie samo.                                                                   |                |              |                     |                 |                  |                             |

## Produkcja
Zdjęcia miały miejsce w Austin w Teksasie i okolicach, w tym w La Grange, Coupland, Georgetown, Hutto, Seguin, Kerrville, Lockhart, Killeen, Smithville, Buda i San Marcos.

### Casting
W maju 2021 roku ogłoszono, że serial otrzymał zielone światło i główną rolę zagra Elizabeth Olsen. Pod koniec miesiąca do obsady dołączył Jesse Plemons. W czerwcu do obsady dodano Patricka Fugita, a Lily Rabe, Keir Gilchrist, Elizabeth Marvel, Tom Pelphrey i Krysten Ritter dołączyli do niej w kolejnych miesiącach.

## Recenzje
W serwisie Rotten Tomatoes Miłość i śmierć uzyskał aprobatę 63% na podstawie 43 recenzji krytyków, ze średnią oceną 6,5/10. Zgodnie z konsensusem krytyków strony internetowej „Wspaniała Elizabeth Olsen ożywia serial, ale ta rutynowa opowieść o makabrycznym morderstwie niewiele różni się od innych kryminałów”.
Metacritic przyznał serialowi średni ważony wynik wynoszący 60 na 100, na podstawie 18 krytyków, wskazujących na „mieszane lub średnie recenzje”.
Variety powiedział, że Miłość i śmierć jest „dobrze wykonany”, ale nieoryginalny, ponieważ porusza ten sam temat z serialem Hulu Candy: Śmierć w Teksasie z 2022 roku. Ponadto zarzucają mu „zamienianie prawdziwych ludzi w przesadne, zbyt empatyczne, wersje samych siebie”.

## Zobacz również
- Candy: Śmierć w Teksasie (2022) – inny miniserial opowiadający tę samą historię
- W imię miłości (1990) – film telewizyjny z Barbarą Hershey w roli głównej